# Campeonato Ecuatoriano de Fútbol 1970
El Campeonato Ecuatoriano de Fútbol 1970, conocido oficialmente como «Campeonato Nacional de Fútbol 1970», fue la 12.ª edición del Campeonato nacional de fútbol profesional de la Primera División en Ecuador. El torneo fue organizado por la Asociación Ecuatoriana de Fútbol (hoy Federación Ecuatoriana de Fútbol) y contó con la participación de los 13 equipos de fútbol.
El torneo se disputó con 13 equipos, con una primera etapa jugada bajo la modalidad de sistema de todos contra todos y una segunda etapa con dos grupos. El grupo primero disputada en una hexagonal a la que avanzaban los seis primeros por el campeonato. Y otro grupo de los siete últimos para jugar el grupo segundo de la Segunda etapa.
Barcelona se coronó campeón por cuarta vez en su historia.
Al finalizar el mismo, se produjo el descenso de los 2 equipos ubicados en los dos últimos puestos en la tabla de posiciones del grupo segundo de la Segunda etapa de este torneo.
Aucas jugó un partido de Promoción por el descenso a la Segunda Categoría con Politécnico (campeón provincial de la Segunda Categoría de la AFNA de Pichincha de 1970) para decidir que equipo de Pichincha es relegado a la segunda categoría de acuerdo a la reglamentación aprobada para 1971, Pichincha solo puede tener 4 equipos en el Campeonato Nacional de Fútbol. Liga Deportiva Universitaria de Portoviejo se mantuvo en el Campeonato Nacional 1971 por decisión del Congreso Extraordinario de la Asociación Ecuatoriana de Fútbol (hoy Federación Ecuatoriana de Fútbol).

## Sistema de juego
El formato de disputa del Campeonato Nacional volvió a cambiar, a solo un año de su estreno. En esta ocasión 13 equipos jugaron la primera etapa bajo la modalidad de sistema de todos contra todos, en condición de local y visitante.
Liga Deportiva Universitaria, Aucas, El Nacional, Deportivo Quito, Universidad Católica, América, Barcelona, Emelec, Patria, 9 de Octubre, Everest, Macará y la debutante Liga Deportiva Universitaria de Portoviejo (como equipo sorpresa) animaron el campeonato ecuatoriano. En total son 6 equipos de la Costa y 7 equipos de la Sierra.
La segunda etapa se jugó en 2 grupos. El grupo primero, compuesto por los 6 mejores equipos de la tabla, disputó la posibilidad de ganar el título de 1970. Una vez más, tal como sucedió en el campeonato de 1968, los puntajes obtenidos en la primera etapa fueron válidos para el cómputo de la segunda.
El grupo segundo, con lo 7 equipos peor ubicados, defendió el derecho a quedarse en la categoría. Los 3 últimos cuadros de la tabla descendieron.

## Relevo anual de clubes
| Pos. | de la Primera División |
| ---- | ---------------------- |
| 11º  | Norte América          |
| 12º  | Manta Sport            |
| 13º  | América de Ambato      |
| 14º  | INECEL                 |

| Pos. | de la Segunda División del Guayas |
| ---- | --------------------------------- |
| 1º   | 9 de Octubre                      |

| Pos. | de la Segunda División de Tungurahua |
| ---- | ------------------------------------ |
| 1º   | Macará                               |

| Pos. | de la Segunda División de Manabí |
| ---- | -------------------------------- |
| 1º   | Liga de Portoviejo               |

## Datos de los clubes
| Equipo               | Ciudad     | Provincia  |
| -------------------- | ---------- | ---------- |
| América de Quito     | Quito      | Pichincha  |
| Aucas                | Quito      | Pichincha  |
| Barcelona            | Guayaquil  | Guayas     |
| Deportivo Quito      | Quito      | Pichincha  |
| El Nacional          | Quito      | Pichincha  |
| Emelec               | Guayaquil  | Guayas     |
| Everest              | Guayaquil  | Guayas     |
| Liga de Portoviejo   | Portoviejo | Manabí     |
| Liga de Quito        | Quito      | Pichincha  |
| Macará               | Ambato     | Tungurahua |
| Patria               | Guayaquil  | Guayas     |
| Universidad Católica | Quito      | Pichincha  |
| 9 de Octubre         | Guayaquil  | Guayas     |

## Equipos por ubicación geográfica
| Provincia  | N.º | Equipos                                                                                           |
| ---------- | --- | ------------------------------------------------------------------------------------------------- |
| Pichincha  | 6   | - América de Quito - Aucas - Deportivo Quito - El Nacional - Liga de Quito - Universidad Católica |
| Guayas     | 5   | - Barcelona - Emelec - Everest - Patria - 9 de Octubre                                            |
| Manabí     | 1   | - Liga de Portoviejo                                                                              |
| Tungurahua | 1   | - Macará                                                                                          |

| Liga de Portoviejo Barcelona Emelec Everest Patria 9 de Octubre Universidad Católica Liga de Quito El Nacional Deportivo Quito Aucas América de Quito Macará |

## Primera etapa

### Partidos y resultados
| Local/Visita         | AME | AUC | BAR | QUI | NAC | EME | EVE | LDUP | LDU | MAC | PAT | CAT | 9OC |
| -------------------- | --- | --- | --- | --- | --- | --- | --- | ---- | --- | --- | --- | --- | --- |
| América de Quito     |     | 2-2 | 0-0 | 0-0 | 0-5 | 1-0 | 5-0 | 5-2  | 1-0 | 1-0 | 1-1 | 2-1 | 1-0 |
| Aucas                | 1-1 |     | 2-3 | 2-2 | 1-1 | 3-1 | 0-0 | 1-1  | 1-1 | 1-0 | 4-0 | 3-3 | 0-0 |
| Barcelona            | 1-1 | 1-0 |     | 1-0 | 4-0 | 2-1 | 1-1 | 3-2  | 1-0 | 1-0 | 1-0 | 2-1 | 1-1 |
| Deportivo Quito      | 2-0 | 2-1 | 1-0 |     | 1-0 | 0-0 | 2-2 | 2-1  | 2-0 | 1-2 | 1-0 | 0-0 | 1-0 |
| El Nacional          | 4-1 | 1-1 | 3-4 | 5-1 |     | 1-1 | 1-0 | 3-3  | 3-1 | 1-1 | 2-0 | 2-0 | 3-0 |
| Emelec               | 2-0 | 2-0 | 0-0 | 3-1 | 2-0 |     | 0-2 | 2-4  | 2-0 | 2-1 | 0-0 | 0-0 | 2-2 |
| Everest              | 0-0 | 1-0 | 0-0 | 1-0 | 0-2 | 1-1 |     | 5-1  | 0-1 | 2-2 | 2-2 | 0-0 | 4-3 |
| Liga de Portoviejo   | 0-0 | 3-3 | 0-1 | 2-1 | 1-0 | 0-1 | 2-0 |      | 3-1 | 1-1 | 1-1 | 1-0 | 1-2 |
| Liga de Quito        | 1-1 | 3-2 | 1-0 | 1-3 | 2-2 | 2-0 | 6-2 | 3-0  |     | 2-2 | 4-1 | 1-0 | 2-0 |
| Macará               | 2-2 | 1-3 | 1-0 | 2-2 | 1-0 | 0-0 | 2-1 | 2-3  | 0-2 |     | 1-0 | 1-0 | 2-2 |
| Patria               | 1-1 | 1-0 | 0-1 | 2-0 | 3-1 | 0-1 | 2-1 | 0-0  | 0-3 | 1-1 |     | 2-1 | 0-0 |
| Universidad Católica | 1-2 | 1-1 | 1-0 | 1-1 | 2-0 | 0-0 | 3-0 | 2-1  | 0-0 | 2-1 | 2-0 |     | 1-0 |
| 9 de Octubre         | 1-1 | 1-1 | 0-1 | 1-0 | 0-0 | 6-3 | 1-1 | 1-3  | 0-0 | 1-1 | 1-0 | 2-0 |     |

### Tabla de posiciones
|  |  |     | Equipo               | PJ | PG | PE | PP | GF | GC | DG  | PTS |
|  |  | --- | -------------------- | -- | -- | -- | -- | -- | -- | --- | --- |
|  |  | 1.  | Barcelona            | 24 | 14 | 6  | 4  | 33 | 17 | +16 | 34  |
|  |  | 2.  | Liga de Quito        | 24 | 11 | 6  | 7  | 37 | 26 | +11 | 28  |
|  |  | 3.  | América de Quito     | 24 | 9  | 10 | 5  | 30 | 27 | +3  | 28  |
|  |  | 4.  | Emelec               | 24 | 9  | 9  | 6  | 28 | 24 | +4  | 27  |
|  |  | 5.  | Deportivo Quito      | 24 | 10 | 6  | 8  | 26 | 25 | +1  | 26  |
|  |  | 6.  | El Nacional          | 24 | 9  | 7  | 8  | 40 | 30 | +10 | 25  |
|  |  | 7.  | Liga de Portoviejo   | 24 | 9  | 6  | 9  | 34 | 37 | -3  | 24  |
|  |  | 8.  | Aucas                | 24 | 6  | 10 | 8  | 31 | 30 | +1  | 22  |
|  |  | 9.  | Universidad Católica | 24 | 7  | 8  | 9  | 22 | 22 | 0   | 22  |
|  |  | 10. | Macará               | 24 | 6  | 10 | 8  | 27 | 31 | -4  | 22  |
|  |  | 11. | 9 de Octubre         | 24 | 5  | 10 | 9  | 23 | 32 | -9  | 20  |
|  |  | 12. | Patria               | 24 | 5  | 8  | 11 | 18 | 31 | -13 | 18  |
|  |  | 13. | Everest              | 24 | 4  | 8  | 12 | 25 | 42 | -17 | 16  |

PJ = Partidos jugados; PG = Partidos ganados; PE = Partidos empatados; PP = Partidos perdidos; GF = Goles a favor; GC = Goles en contra; DG = Diferencia de gol; PTS = Puntos
|  | Clasificaron al Grupo 1 de la Segunda etapa. |
|  | Clasificaron al Grupo 2 de la Segunda etapa. |

## Segunda etapa

### Grupo 1

#### Partidos y resultados
| Local/Visita     | AME | BAR | QUI | NAC | EME | LDU |
| ---------------- | --- | --- | --- | --- | --- | --- |
| América de Quito |     | 2-1 | 0-0 | 1-1 | 2-0 | 1-0 |
| Barcelona        | 1-0 |     | 2-0 | 2-1 | 1-0 | 3-2 |
| Deportivo Quito  | 0-1 | 1-0 |     | 2-0 | 0-0 | 3-2 |
| El Nacional      | 2-0 | 3-0 | 2-0 |     | 2-0 | 0-3 |
| Emelec           | 2-0 | 4-0 | 2-0 | 2-2 |     | 6-1 |
| Liga de Quito    | 1-1 | 1-1 | 2-0 | 2-1 | 0-3 |     |

#### Tabla de posiciones
|      |  |    | Equipo           | PJ | PG | PE | PP | GF | GC | DG  | PTS |
| ---- |  | -- | ---------------- | -- | -- | -- | -- | -- | -- | --- | --- |
| (C)  |  | 1. | Barcelona        | 34 | 19 | 7  | 8  | 44 | 31 | +13 | 45  |
| (SC) |  | 2. | Emelec           | 34 | 14 | 11 | 9  | 47 | 32 | +15 | 39  |
|      |  | 3. | América de Quito | 34 | 13 | 13 | 8  | 38 | 35 | +3  | 39  |
|      |  | 4. | Liga de Quito    | 34 | 14 | 8  | 12 | 51 | 45 | +6  | 36  |
|      |  | 5. | El Nacional      | 34 | 13 | 9  | 12 | 54 | 42 | +12 | 35  |
|      |  | 6. | Deportivo Quito  | 34 | 13 | 8  | 13 | 32 | 36 | -4  | 34  |

PJ = Partidos jugados; PG = Partidos ganados; PE = Partidos empatados; PP = Partidos perdidos; GF = Goles a favor; GC = Goles en contra; DG = Diferencia de gol; PTS = Puntos
 En el Grupo 1 de la Segunda etapa se jugaron 10 fechas sumadas las 24 fechas de la Primera etapa son 34 partidos, también se sumaron los puntos.
| (C)  | Campeón, clasificó a la Copa Libertadores 1971.    |
| (SC) | Subcampeón, clasificó a la Copa Libertadores 1971. |
|      | Clasificó a la Copa Ganadores de Copa 1971.        |

#### Campeón
|                                            |
|                                            |
| Campeón Barcelona Sporting Club 4.º título |

### Grupo 2

#### Partidos y resultados
| Local/Visita         | AUC | EVE | LDUP | MAC | PAT | CAT | 9OC |
| -------------------- | --- | --- | ---- | --- | --- | --- | --- |
| Aucas                |     | 1-0 | 1-1  | 1-0 | 2-1 | 3-3 | 5-1 |
| Everest              | 2-4 |     | 1-0  | 3-2 | 2-2 | 1-1 | 2-1 |
| Liga de Portoviejo   | 4-2 | 0-1 |      | 1-1 | 4-0 | 2-2 | 2-0 |
| Macará               | 1-0 | 2-0 | 8-0  |     | 2-0 | 1-0 | 0-1 |
| Patria               | 0-0 | 1-2 | 1-0  | 0-0 |     | 2-0 | 3-5 |
| Universidad Católica | 1-1 | 7-0 | 1-0  | 3-0 | 1-1 |     | 5-2 |
| 9 de Octubre         | 0-0 | 5-3 | 2-0  | 1-1 | 0-1 | 0-0 |     |

#### Tabla de posiciones
|  |  |    | Equipo               | PJ | PG | PE | PP | GF | GC | DG  | PTS |
|  |  | -- | -------------------- | -- | -- | -- | -- | -- | -- | --- | --- |
|  |  | 1. | Universidad Católica | 36 | 12 | 13 | 11 | 46 | 34 | +12 | 37  |
|  |  | 2. | Aucas                | 36 | 11 | 14 | 11 | 50 | 44 | +6  | 36  |
|  |  | 3. | Macará               | 36 | 11 | 13 | 12 | 45 | 41 | +4  | 35  |
|  |  | 4. | Liga de Portoviejo   | 36 | 12 | 9  | 15 | 48 | 57 | -9  | 33  |
|  |  | 5. | 9 de Octubre         | 36 | 9  | 13 | 14 | 41 | 54 | -13 | 31  |
|  |  | 6. | Patria               | 36 | 9  | 13 | 14 | 41 | 54 | -13 | 28  |
|  |  | 7. | Everest              | 36 | 9  | 10 | 17 | 42 | 68 | -26 | 28  |

PJ = Partidos jugados; PG = Partidos ganados; PE = Partidos empatados; PP = Partidos perdidos; GF = Goles a favor; GC = Goles en contra; DG = Diferencia de gol; PTS = Puntos
 NOTA: Los puntos del Grupo 2 de la Segunda etapa son sumados a los puntos de la Primera etapa, los últimos se irían a la Segunda Categoría pero la resolución cambió los estatutos ya explicados.
|  | Disputó los Juegos de Promoción para poder disputar ante el campeón de la Segunda Categoría de Pichincha 1970. |
|  | Descendieron a la Segunda Categoría del Guayas.                                                                |

## Juegos de Promoción (Pichincha)
| Fecha    | Equipo      | Resultado | Equipo      |
| -------- | ----------- | --------- | ----------- |
| 22.01.71 | Aucas       | 1-2       | Politécnico |
| 27.01.71 | Politécnico | 1-1       | Aucas       |

 NOTA: Para esta etapa se jugó en una sola fase la única fase se jugó el campeón de la Segunda Categoría de Pichincha de 1970, que fue Politécnico contra el equipo que sea quiteño en que se ubicó en la segunda posición del Grupo 2 de la Segunda etapa del Campeonato Ecuatoriano de Fútbol de 1970, que fue Aucas, el ganador se enfrentó ante el campeón de la Segunda Categoría de Pichincha de 1970; siempre y cuando este sea de Quito en caso de que dicho equipo logró pasar esta fase en este caso Politécnico ascendió a la Serie A para la temporada de 1971, mientras el perdedor en este caso Aucas descendió a la Segunda Categoría de Pichincha para la temporada de 1971.

### Clasificación final
|                                                          |                                        |
| Aucas Descendió a la Segunda Categoría de Pichincha 1971 | Politécnico Ascendió a la Serie A 1971 |

## Goleadores
| Jugador              | Equipo      | Goles |
| -------------------- | ----------- | ----- |
| Rómulo Dudar Mina    | Macará      | 19    |
| Félix Lasso          | Emelec      | 16    |
| Patricio Peñaherrera | El Nacional | 16    |